# World Extreme Cagefighting

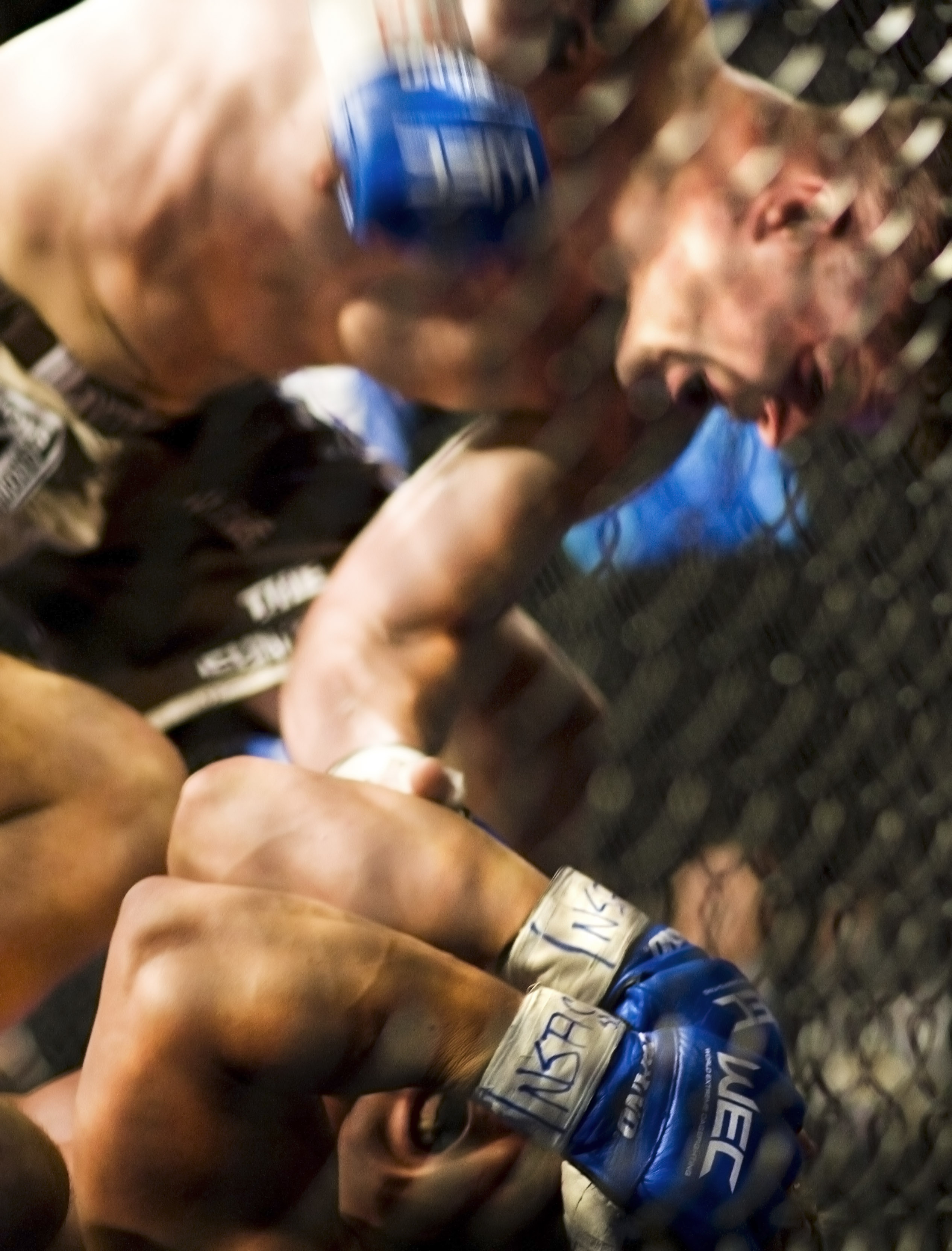
Brian Stann (boven) tegen Jeremiah Billington tijdens WEC 30, 5 september 2007

World Extreme Cagefighting (WEC) was een Amerikaanse organisatie die MMA-gevechten organiseerde. De WEC hield van 30 juni 2001 tot en met 16 december 2010 in totaal 53 evenementen, waarop steeds meerdere partijen plaatsvonden. World Extreme Cagefighting kwam in 2006 in handen van UFC-eigenaar Zuffa. Het bedrijf liet de organisatie nog vier jaar met een steeds kleiner aantal gewichtsklassen voortbestaan onder de eigen naam en in 2010 definitief opgaan in de UFC.
Wedstrijden bij de WEC vonden oorspronkelijk plaats in een vijfhoekige kooi. Na aankoop van de organisatie veranderde Zuffa dit in een achthoek, gelijkaardig maar niet identiek aan die van de UFC.

## Gewichtsklassen
De WEC organiseerde kampioenschappen in acht verschillende gewichtsklassen:
| Gewichtsklasse    | Maximaal toegestaan gewicht | Maximaal toegestaan gewicht |
| Gewichtsklasse    | in pond (lb)                | in kilogram (kg)            |
| ----------------- | --------------------------- | --------------------------- |
| Superzwaargewicht | 265+                        | 120.0+                      |
| Zwaargewicht      | 265                         | 120.2                       |
| Lichtzwaargewicht | 205                         | 93.0                        |
| Middengewicht     | 185                         | 83.9                        |
| Weltergewicht     | 170                         | 77.1                        |
| Lichtgewicht      | 155                         | 70.3                        |
| Vedergewicht      | 145                         | 65.8                        |
| Bantamgewicht     | 135                         | 61.2                        |

Nadat Zuffa de WEC kocht, hief het in december 2006 de gewichtsklassen superzwaargewicht en zwaargewicht op. Het bedrijf integreerde daarna de lichtzwaargewicht- en middengewichtdivisies in december 2008 in die van de UFC. De divisie weltergewicht volgde in februari 2009 en de divisies lichtgewicht, vedergewicht en bantamgewicht ten slotte in december 2010. De vechters van wie de divisie werd opgeheven, verhuisden naar die van de UFC.

## Kampioenen (chronologisch)
- Tussen haakjes aantal maal succeslvol titel verdedigd

| Superzwaargewicht: 1. Ron Waterman (1) | Zwaargewicht: 1. James Irvin (2) 2. Brian Olsen (1) | Lichtzwaargewicht: 1. Frank Shamrock (0) 2. Jason Lambert (0) 3. Scott Smith (1) 4. Lodune Sincaid (0) 5. Doug Marshall (2) 6. Brian Stann (0) 7. Steve Cantwell (0) | Middengewicht: 1. Chris Leben (0) 2. Joe Riggs (0) 3. Paulo Filho (1) |

| Weltergewicht: 1. Nick Diaz (0) 2. Shonie Carter (0) 3. Karo Parisyan (0) 4. Mike Pyle (1) 5. Carlos Condit (3) | Lichtgewicht: 1. Gilbert Melendez (0) 2. Gabe Ruediger (2) 3. Hermes Franca (2) 4. Rob McCullough (1) 5. Jamie Varner (2) 6. Benson Henderson (1) 7. Anthony Pettis (0) | Vedergewicht: 1. Cole Escovedo (1) 2. Urijah Faber (5) 3. Mike Brown (2) 4. José Aldo (2) | Bantamgewicht: 1. Eddie Wineland (0) 2. Chase Beebe (1) 3. Miguel Torres (3) 4. Brian Bowles (0) 5. Dominick Cruz (2) |